# 戸塚安行駅
戸塚安行駅（とづかあんぎょうえき）は、埼玉県川口市大字長蔵新田にある、埼玉高速鉄道埼玉高速鉄道線（埼玉スタジアム線）の駅である。駅番号はSR 24。

## 歴史
- 2001年（平成13年）3月28日：開業。
- 2007年（平成19年）3月18日：ICカード「PASMO」の利用が可能となる[1]。
- 2023年（令和5年）5月1日：副駅名「建物の総合プロデュース 一級建築士事務所デザインライフ株式会社 最寄駅」を設定[2]。

### 駅名の由来
附近の地区名である「戸塚」と「安行」を合成したもの。仮称は「川口戸塚」だった。

## 駅構造
島式1面2線のホームをもつ地下駅。保安用にホームドアシステムを装備する。ステーションカラーは   黄色。
地下1階が改札階、地下2階がホーム階となっている。駅出入口は3か所あり、このうちバスが発着する3番出入口にエレベーターが設置されている。

### のりば
| 番線 | 路線           | 方向 | 行先         |
| ---- | -------------- | ---- | ------------ |
| 1    | 埼玉高速鉄道線 | 下り | 浦和美園方面 |
| 2    | 埼玉高速鉄道線 | 上り | 赤羽岩淵方面 |

（出典：埼玉高速鉄道:駅構内図）

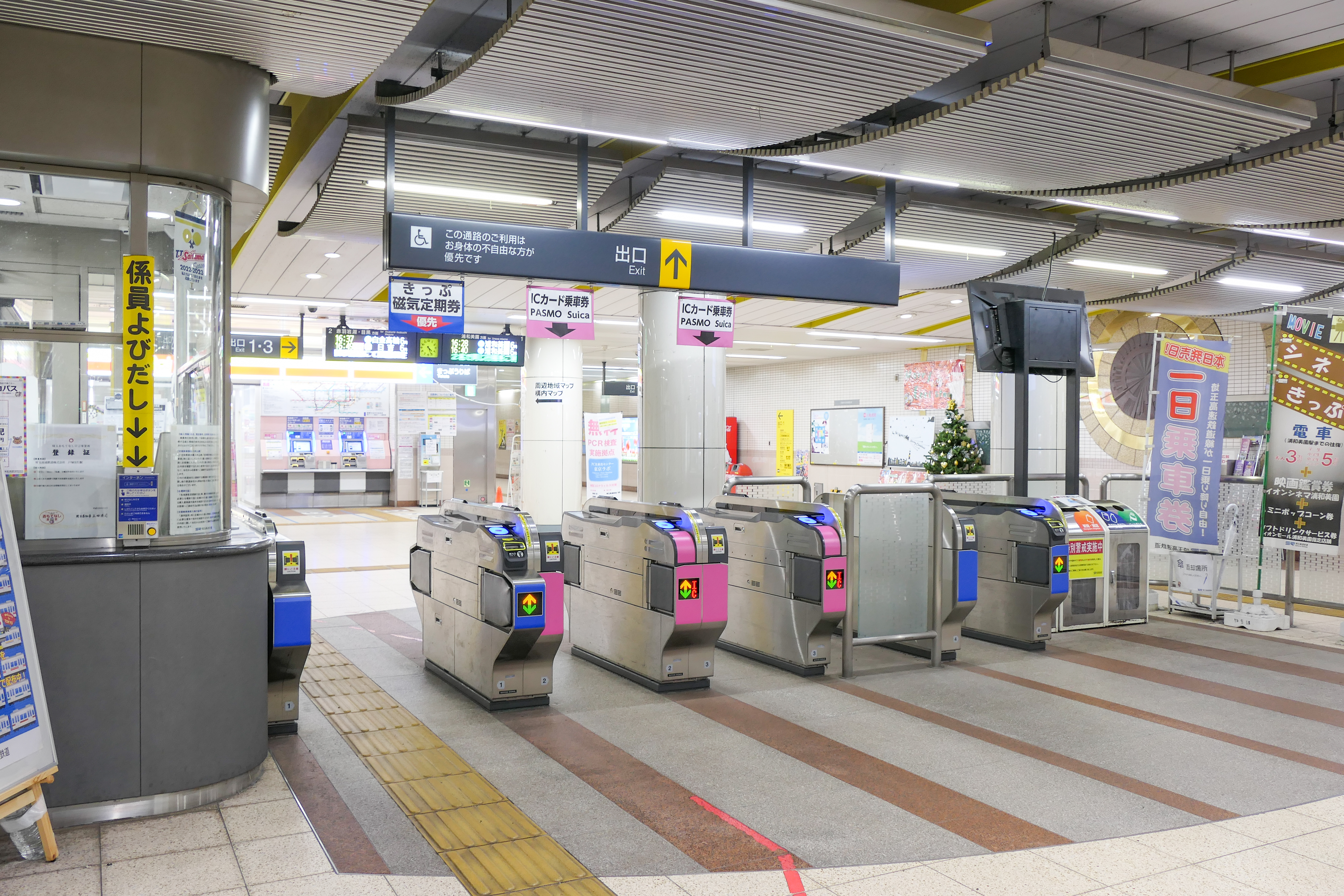
改札口（2022年12月）
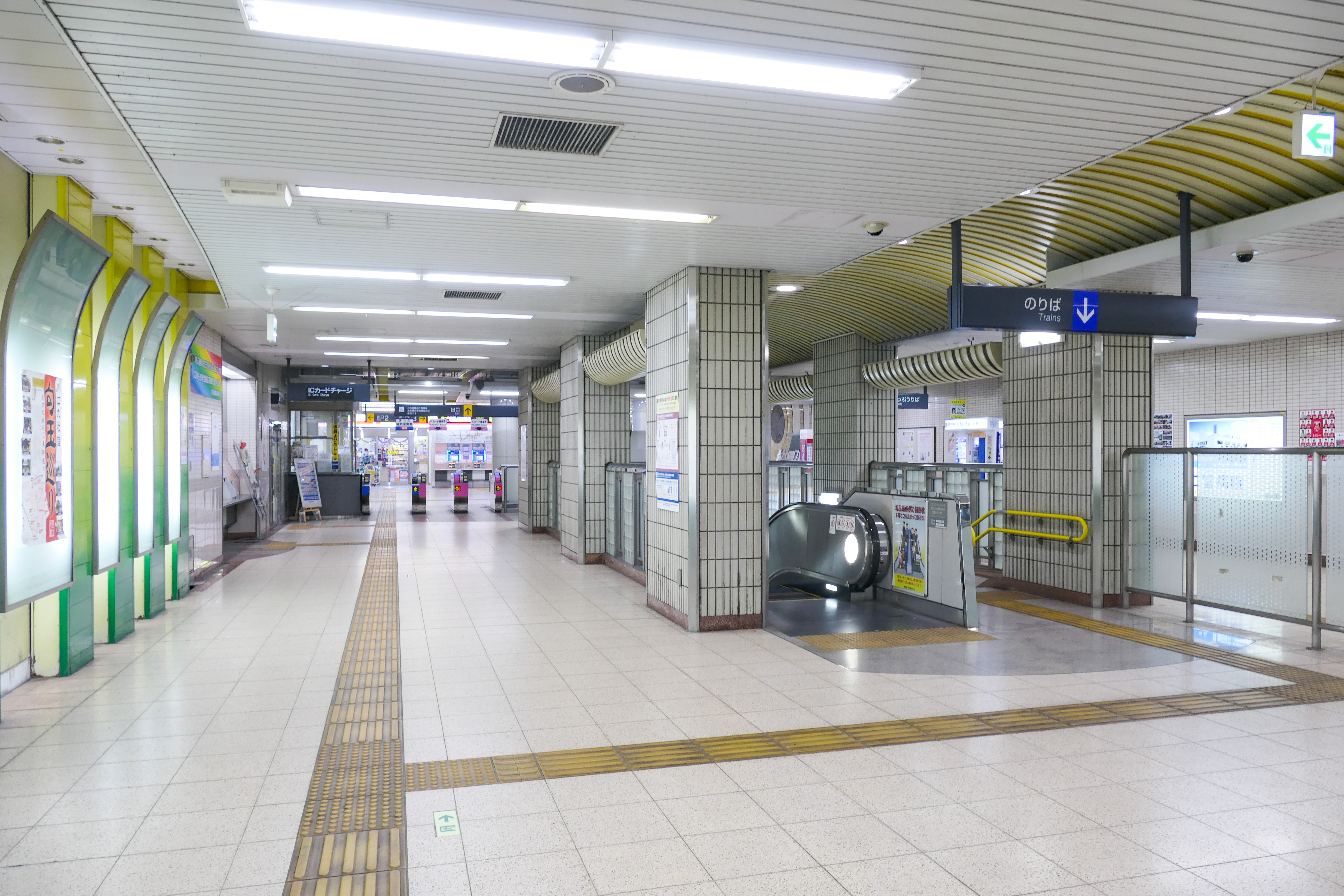
構内コンコース（2022年12月）
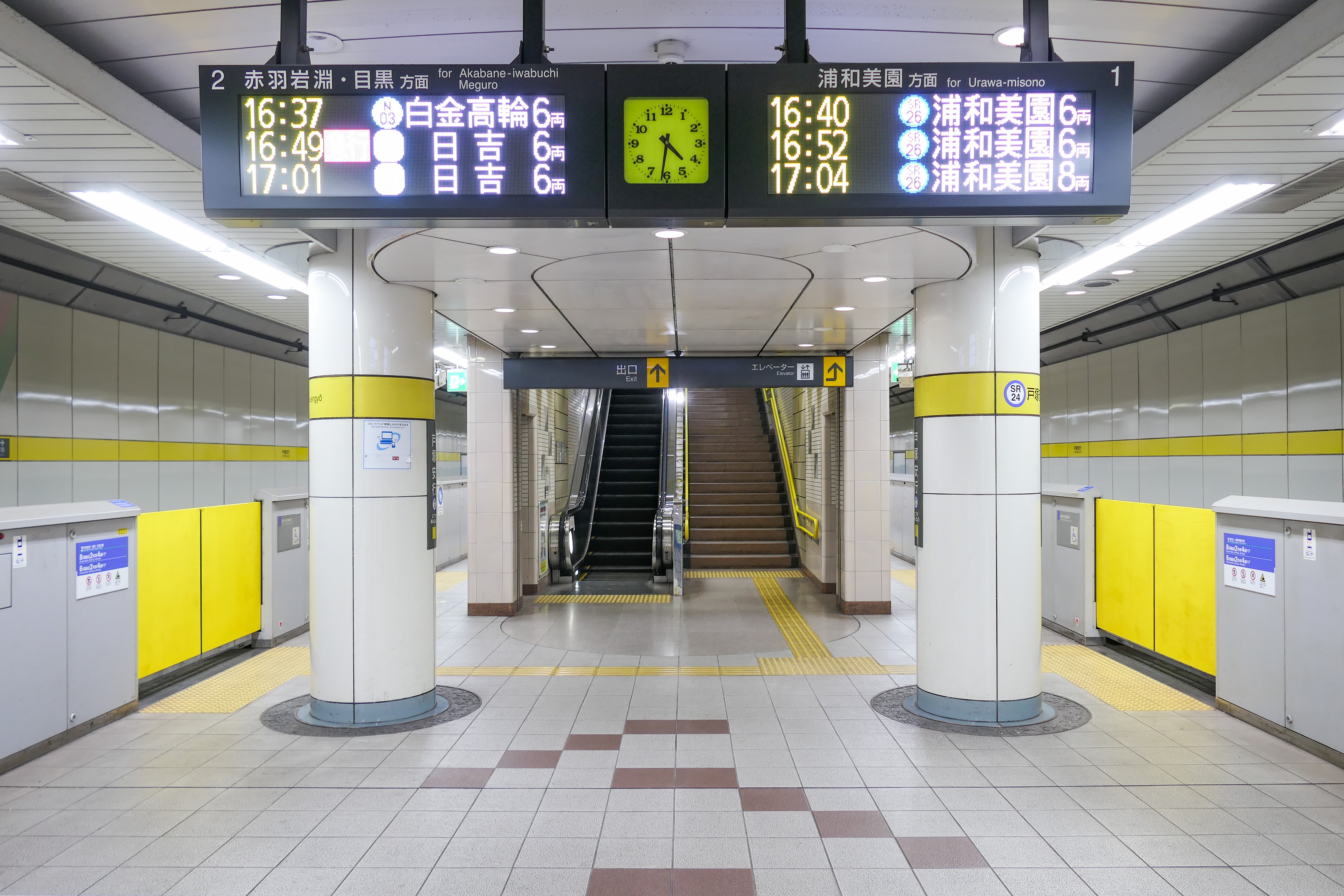
ホーム（2022年12月）

## 利用状況
2024年度の1日平均乗車人員は8,758人である。
埼玉高速鉄道の駅では新井宿駅、南鳩ヶ谷駅に次いで3番目に利用者が少ない。
開業以降の1日平均乗車人員の推移は下表のとおりである。
| 年度               | 1日平均 乗車人員 | 出典     |
| ------------------ | ---------------- | -------- |
| 2001年（平成13年） | 2,886            | [ * 1 ]  |
| 2002年（平成14年） | 3,455            | [ * 2 ]  |
| 2003年（平成15年） | 3,798            | [ * 3 ]  |
| 2004年（平成16年） | 4,171            | [ * 4 ]  |
| 2005年（平成17年） | 4,573            | [ * 5 ]  |
| 2006年（平成18年） | 4,976            | [ * 6 ]  |
| 2007年（平成19年） | 5,314            | [ * 7 ]  |
| 2008年（平成20年） | 5,595            | [ * 8 ]  |
| 2009年（平成21年） | 5,772            | [ * 9 ]  |
| 2010年（平成22年） | 5,908            | [ * 10 ] |
| 2011年（平成23年） | 5,961            | [ * 11 ] |
| 2012年（平成24年） | 6,202            | [ * 12 ] |
| 2013年（平成25年） | 6,440            | [ * 13 ] |
| 2014年（平成26年） | 6,617            | [ * 14 ] |
| 2015年（平成27年） | 6,893            | [ * 15 ] |
| 2016年（平成28年） | 7,149            | [ * 16 ] |
| 2017年（平成29年） | 7,550            | [ * 17 ] |
| 2018年（平成30年） | 8,026            | [ * 18 ] |
| 2019年（令和元年） | 8,276            | [ * 19 ] |
| 2020年（令和02年） | 6,589            | [ * 20 ] |
| 2021年（令和03年） | 6,943            |          |
| 2022年（令和04年） | 7,802            |          |
| 2023年（令和05年） | 8,426            |          |
| 2024年（令和06年） | 8,758            |          |

## 駅周辺
川口市の安行地区は植木の街として有名であり、安行周辺は植木屋や花屋など植物に関係する施設や商店が多い。
- 西福寺
- 安行郵便局
- 川口市立戸塚図書館
- 川口市立戸塚体育館
- 川口市立戸塚スポーツセンター
- 川口市立戸塚南小学校
- 川口市立安行東小学校
- 埼玉県立川口東高等学校
- 赤山城址
- 安行出羽公園
- 埼玉県花と緑の振興センター
- 埼玉県道381号東大門安行西立野線
- フードガーデン 戸塚安行駅店

## 路線バス
| 乗り場 | 系統               | 主要経由地                                             | 行先                                   | 運行事業者   | 所管   | 備考                                       |
| ------ | ------------------ | ------------------------------------------------------ | -------------------------------------- | ------------ | ------ | ------------------------------------------ |
| 1      | 川19               | 新町東・木曽呂・グリーンセンター                       | 川口駅東口                             | 国際興業バス | 鳩ヶ谷 |                                            |
| 1      | 西川04             | 安行支所・慈林・鳩ヶ谷庁舎                             | 西川口駅東口                           | 国際興業バス | 鳩ヶ谷 |                                            |
| 1      | 東川84             | 赤芝入口                                               | 鳩ヶ谷車庫（赤山）                     | 国際興業バス | 鳩ヶ谷 |                                            |
| 2      | 川口05             | 峯八幡宮・川口市立医療センター・新井宿駅・東川口駅南口 | 戸塚・安行循環：戸塚安行駅(時計回り)   | 国際興業バス | 鳩ヶ谷 | 平日・土曜                                 |
| 2      | 川口05             | 東川口駅南口・川口市立医療センター・新井宿駅・峯八幡宮 | 戸塚・安行循環：戸塚安行駅(反時計回り) | 国際興業バス | 鳩ヶ谷 | 平日・土曜                                 |
| 3      | （発着なし）       |                                                        |                                        |              |        |                                            |
| 4      | 鳩05 西川04 東川84 | 長蔵二丁目・戸塚支所                                   | 東川口駅南口                           | 国際興業バス | 鳩ヶ谷 |                                            |
|        | 赤13               |                                                        | （東川口駅北口）                       | 国際興業バス | 川口   | 深夜バス 降車専用（赤羽駅発） 平日深夜運行 |

## 隣の駅
埼玉高速鉄道
 埼玉高速鉄道線
新井宿駅 (SR 23) - 戸塚安行駅 (SR 24) - 東川口駅 (SR 25)